# まはら三桃
まはら 三桃（まはら みと、女性、1966年3月3日 - ）は、日本の児童文学作家。

## 略歴
福岡県北九州市生まれ。2005年「オールドモーブな夜だから」で講談社児童文学新人賞佳作となり、翌年『カラフルな闇』と改題し刊行。工業高校の女生徒が「高校生ものづくりコンテスト」に臨む『鉄のしぶきがはねる』で2011年度坪田譲治文学賞、第4回JBBY賞を受賞。また『おとうさんの手』が2011年読書感想画中央コンクルール課題図書に選定された。
福岡県福岡市在住。鹿児島市に在住していた関係で、鹿児島児童文学者の会「あしべ」同人となる。

## 著書
- 『魔女から電話です』（日本児童文学者協会編、偕成社、だいすきミステリー 第5巻） 2001.7（短篇「ふしぎな声のひみつ」収録）
- 『今日はびっくりハンバーガー』（日本児童文学者協会編、偕成社、ごちそう大集合 第5巻） 2003.10（短篇「中華ちまき危機一髪」収録）
- 『カラフルな闇』（講談社） 2006.4
- 『最強の天使』（講談社） 2007.6
- 『名探偵はどっち?』（日本児童文学者協会編、偕成社、きみも名探偵 第7巻） 2008.2（短篇「招き猫を追いかけろ！」収録）
- 『たまごを持つように』（講談社） 2009.3
- 『おとうさんの手』（長谷川義史絵、講談社、どうわがいっぱい） 2011.5
- 『鉄のしぶきがはねる』（講談社） 2011.2
- 『鷹のように帆をあげて』（講談社） 2012.1
- 『おかあさんの手』（長谷川義史絵、講談社、どうわがいっぱい） 2012.8
- 『わからん薬学事始①』（講談社） 2013.2
- 『わからん薬学事始②』（講談社） 2013.4
- 『わからん薬学事始③』（講談社） 2013.6
- 『3月のおはなし ひなまつりのお手紙』（講談社、おはなし12か月） 2014.1
- 『伝説のエンドーくん』（小学館） 2014.4
  - 『伝説のエンドーくん』（小学館） 2018.6
- 『風味』（講談社） 2014.9
- 『なみだの穴』（小峰書店） 2014.10
- 『白をつなぐ』（小学館） 2015.10
- 『のはらキッチンへぜひどうぞ』（講談社、おしごとのおはなしコックさん） 2015.11
- 『ぐるぐるの図書室』（工藤純子, 廣嶋玲子, 濱野京子, 菅野雪虫共著、講談社） 2016.10
- 『ひかり生まれるところ』（小学館） 2016.11
- 『三島由宇、当選確実!』（講談社） 2016.11
- 『奮闘するたすく』（講談社） 2017.6
- 『青がやってきた』（偕成社） 2017.10
- 『疾風の女子マネ!』（小学館） 2018.6
- 『ぎりぎりの本屋さん』（菅野雪虫, 濱野京子, 工藤純子, 廣嶋玲子共著、講談社） 2018.10
- 『パパとセイラの177日間 保険外交員始めました』（ポプラ社） 2019.3
- 『思いはいのり、言葉はつばさ』（アリス館） 2019.7
- 『空は逃げない』（小学館） 2019.9
- 『無限の中心で』（講談社） 2020.6
- 『日向丘中学校カウンセラー室』（アリス館） 2020.11
- 『零から0へ』（ポプラ社） 2021.1
- 『日向丘中学校カウンセラー室 十人十色、1匹?色の文化祭』（アリス館） 2022.7